# Destice chřapáčová
Destice chřapáčová (Gyromitra perlata (Fr.) Harmaja 1969 syn.: Discina perlata (Fr.) Fr. 1849, Discina ancilis (Pers.) Sacc. 1889) je chutná jedlá vřeckovýtrusná houba z čeledi desticovité (Discinaceae), rostoucí na jaře na smrkových pařezech a mrtvém dřevě.

## Popis

### Makroskopický

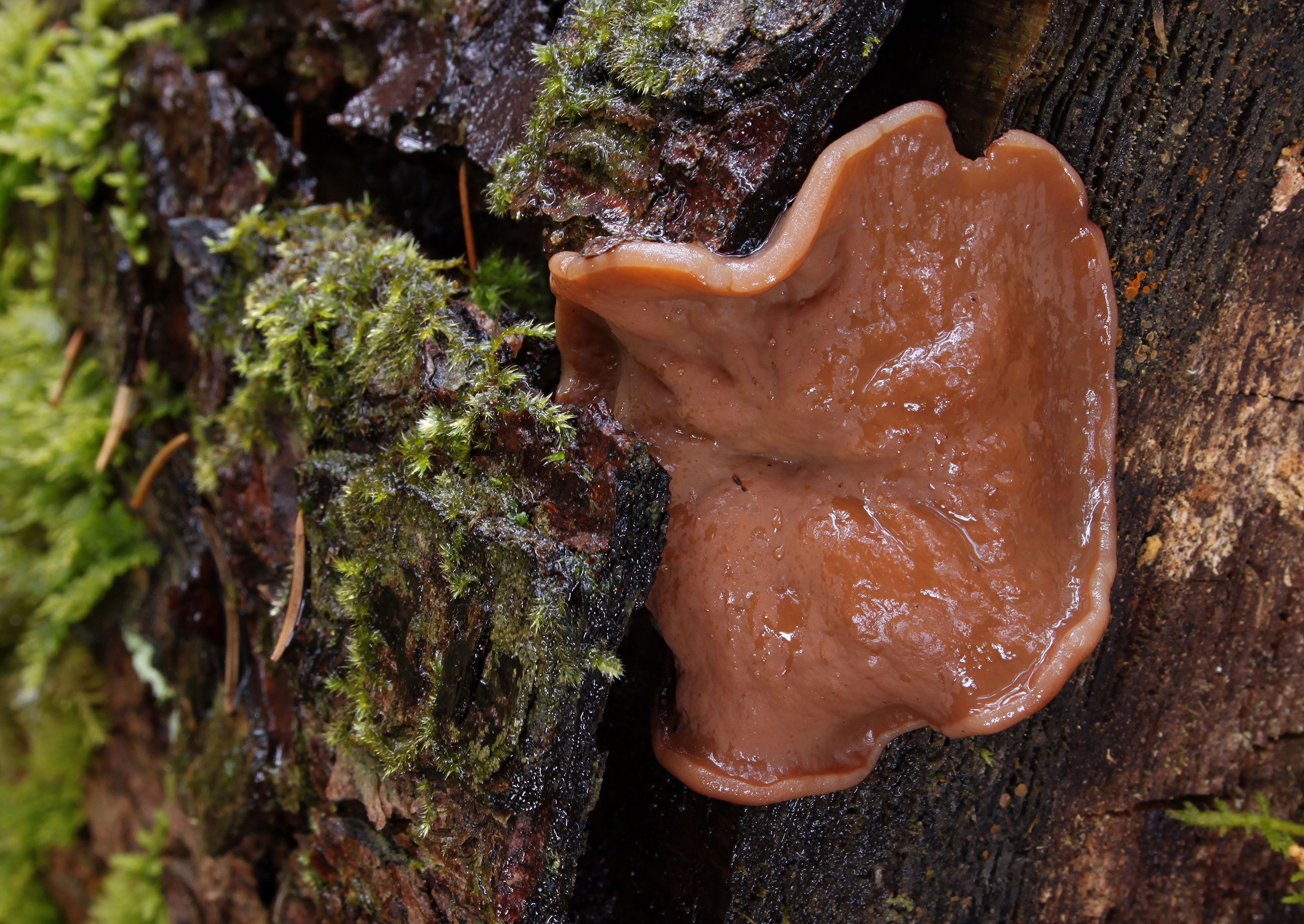
Destice chřapáčová (Gyromitra perlata)

Plodnice je typu apothecium; vyrůstá z trouchnivého, někdy v zemi zanořeného dřeva. Celá plodnice je poměrně tenkomasá, zhruba okrouhlého tvaru, s průměrem cca 3–15 cm, v mládí je kalíškovitá nebo miskovitá, její okraje jsou vyzdviženy vzhůru, někdy je poněkud bočně smáčklá. Postupně se rozvírá a zplošťuje do ploše terčovitého, talířovitého tvaru a její původně hladký nebo jen drobně hrbolkatý povrch se prohýbá do více či méně zkrouceně vrásčitých, oble hrbolatých, někdy téměř ploše mozkovitých závitů, jakoby ze středu plodnice vybíhajících. Horní strana plodnice je zbarvena červenohnědě nebo hnědě až šedohnědě, tato strana je pokryta theciem (výtrusorodým rouškem). Spodní strana je světlejší, bledě hnědobílá, pokryta jemnou bělavou plstí.
K substrátu je plodnice připojena dosti krátkým (1–2 cm) třeněm krémové barvy, dolů se kuželovitě zužujícím a mohutně žebernatým, pokrytým silnými, oblými, víceméně svislými, na spodní stranu klobouku přecházejícími žilami.
Dužnina je dosti tenká (jen několik milimetrů), dosti křehká, chrupavčitá, nahnědlé barvy. Má příjemně houbovou, nenápadnou vůni i chuť.

### Mikroskopický
Výtrusy jsou uloženy ve vřecku po osmi, mají vřetenovitý tvar a velikost 25–35 × 10-14 μm; na obou koncích je výtrus opatřen jedním dosti výrazným kuželovitým výrůstkem. Výtrusný prach má bělavou barvu.

## Výskyt
Roste nepříliš hojně v březnu, dubnu a začátkem května, zejména z trouchnivých mechatých smrkových (a jiných jehličnanových) pařezů a kořenů, ale i z trouchnivého smrkového dřeva zanořeného v půdě. Vyskytuje se zejména na vlhčích místech v teplejších oblastech a v podhůří.

## Použití
Destice chřapáčová je jedlá a chutná, patří ke kuchyňsky nejlepším jarním houbám. V České republice je zařazena do seznamu hub určených pro prodej.

## Podobné druhy
- Dosti podobná je rovněž zjara rostoucí terčovnice síťnatá (Disciotis venosa). Má obdobný tvar, roste však zpravidla na holé půdě v lužních lesích, je poněkud světleji hnědá, její povrch je jemněji vrásčitý, chybí ji silně žebernatý třeň, je vzácnější a její dužnina má za syrova lehce chlorový zápach. Jde též o dobrou jedlou houbu.[7]

Existuje ještě několik velmi vzácných a značně podobných druhů destic, které jsou všechny jedlé a které je lze spolehlivě odlišit zejména mikroskopickými znaky:
- Destice okrouhlá (Gyromitra parma) má poněkud delší třeň[6] a roste hlavně na dřevně listnáčů[2].
- Destice žlutavá (Gyromitra leucoxantha) je zbarvena žlutohnědě.[6]
- Destice černobílá (Gyromitra melaleuca) má tmavě hnědočernou horní stranu plodnice.[5]

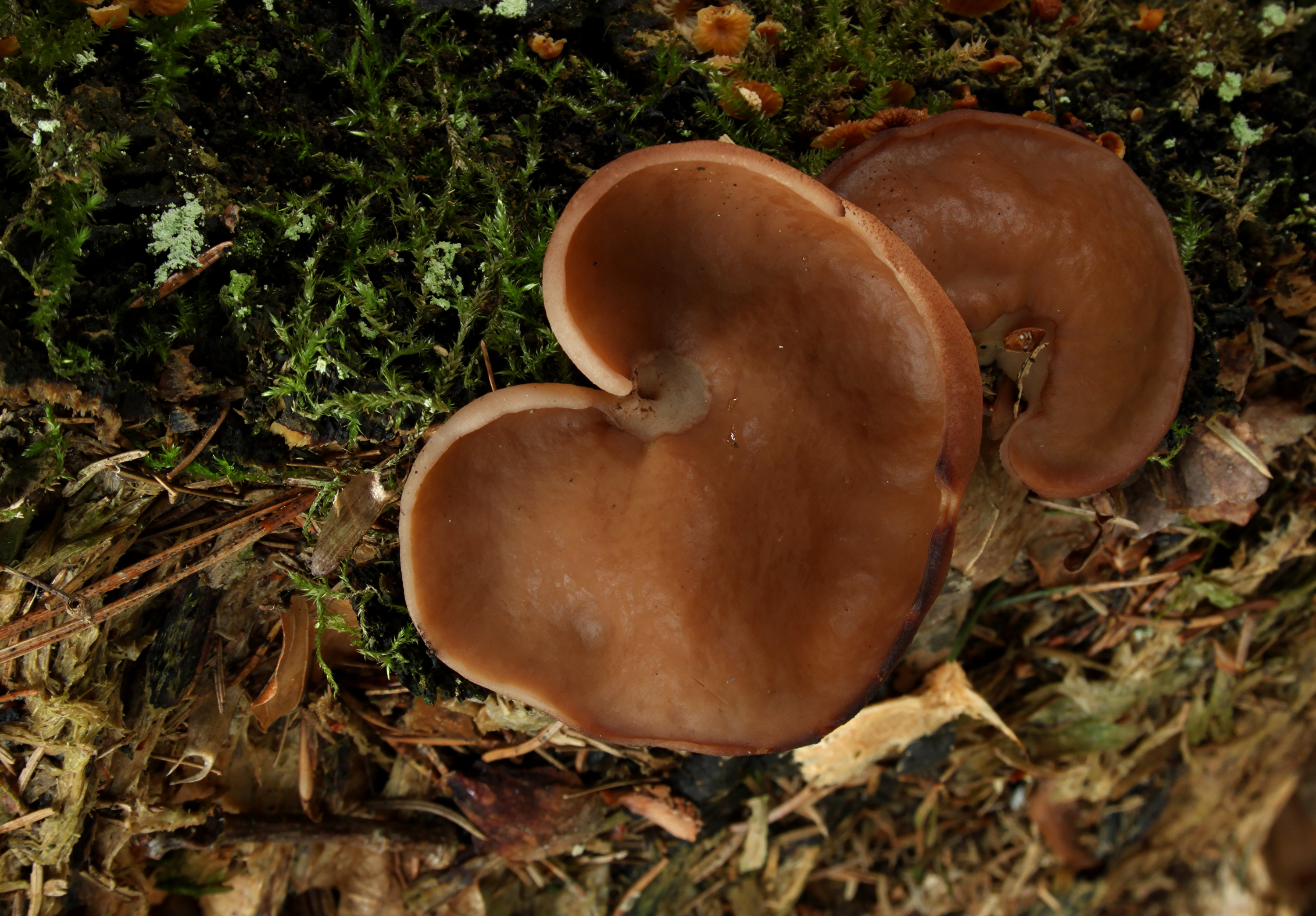
Destice chřapáčová (Gyromitra perlata)
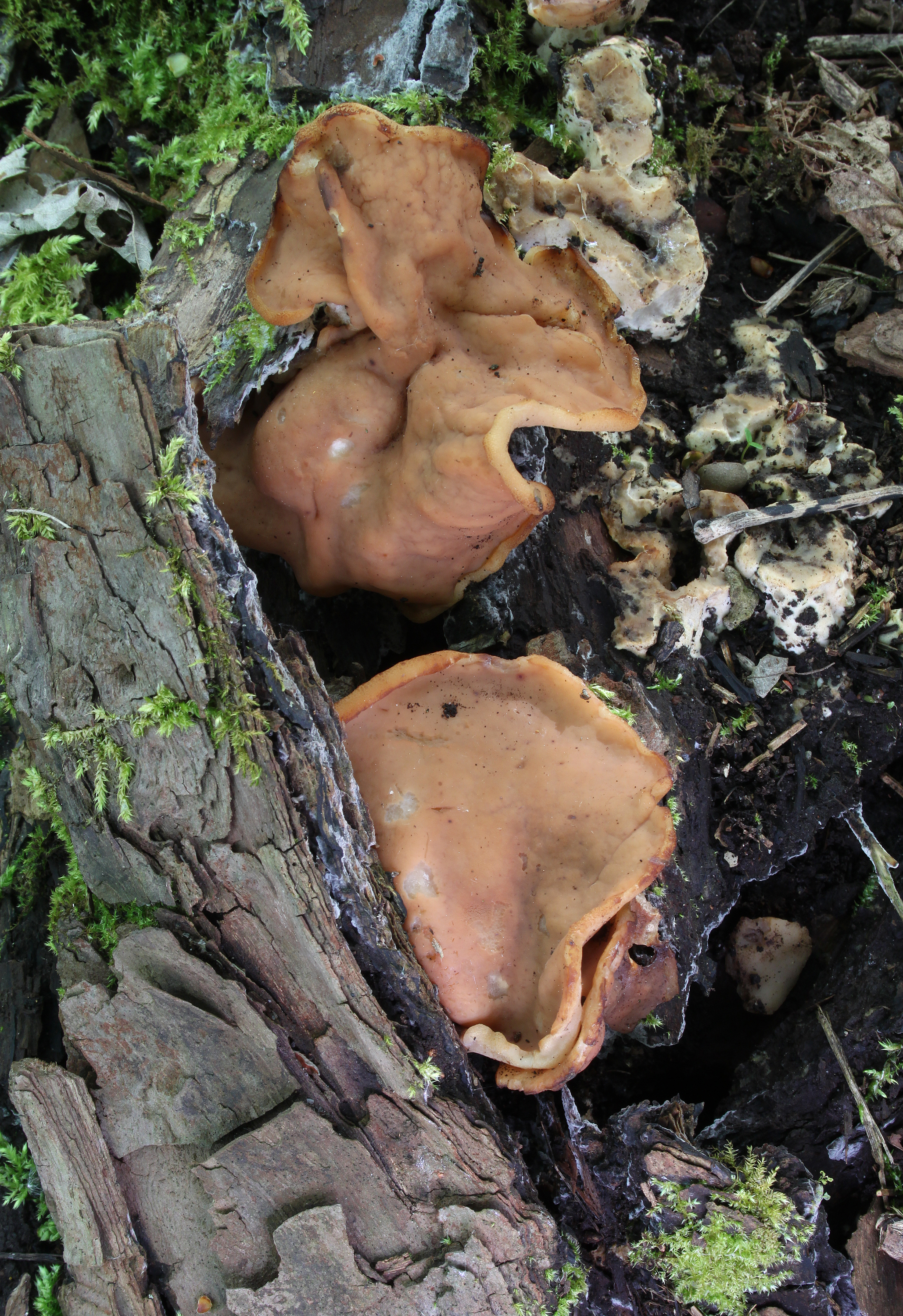
Destice okrouhlá (Gyromitra parma)
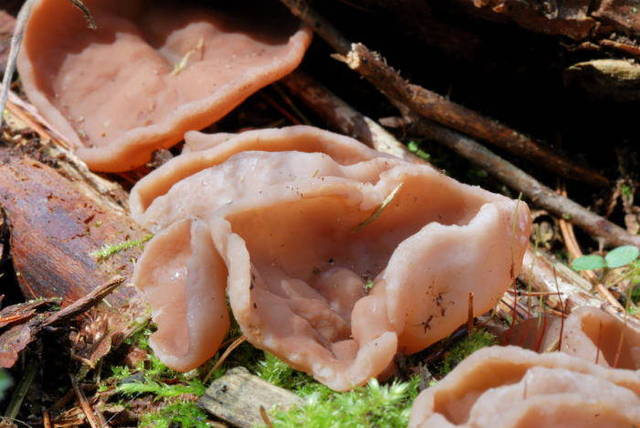
Destice žlutavá (Gyromitra leucoxantha)
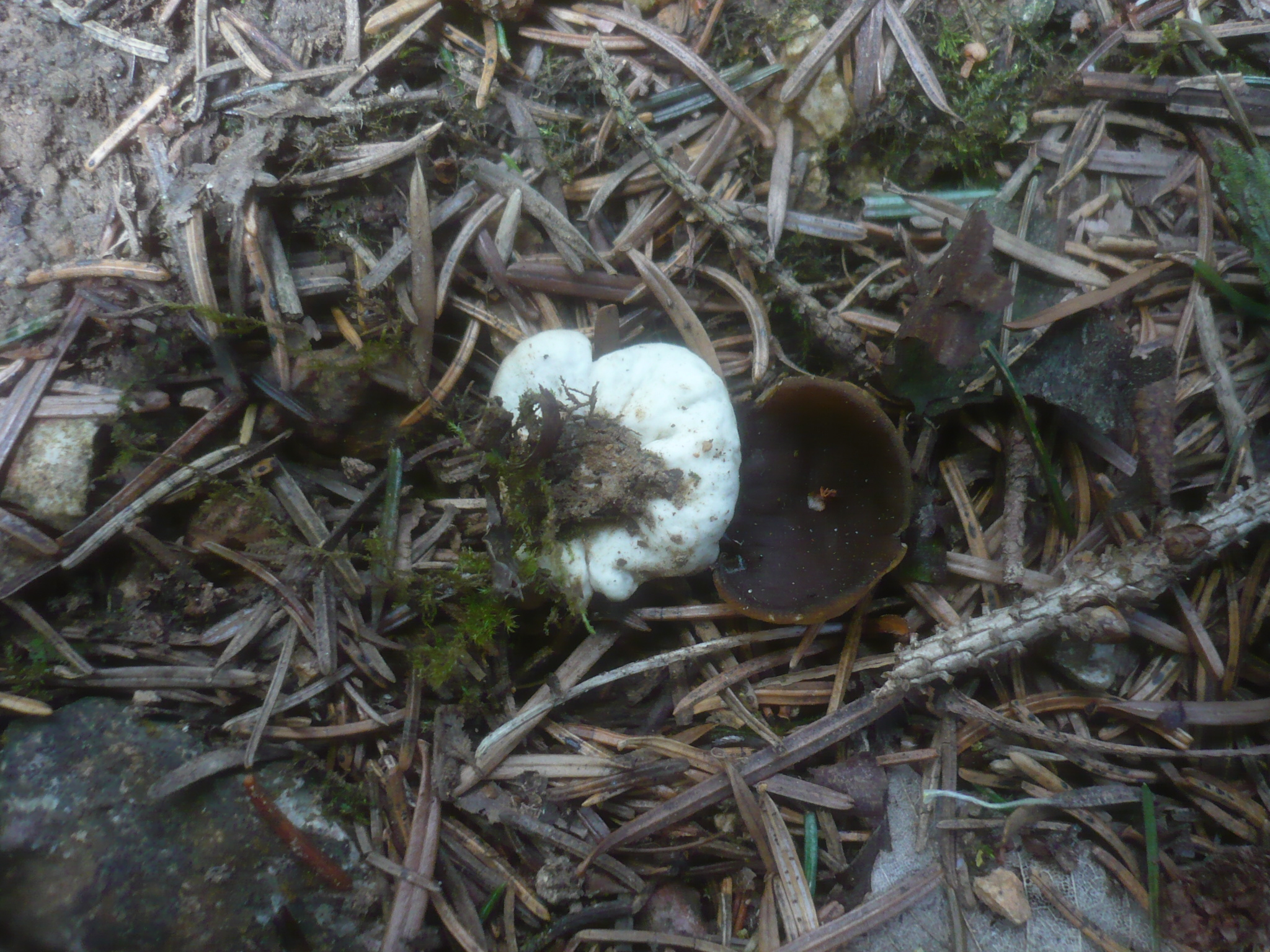
Destice černobílá (Gyromitra melaleuca)
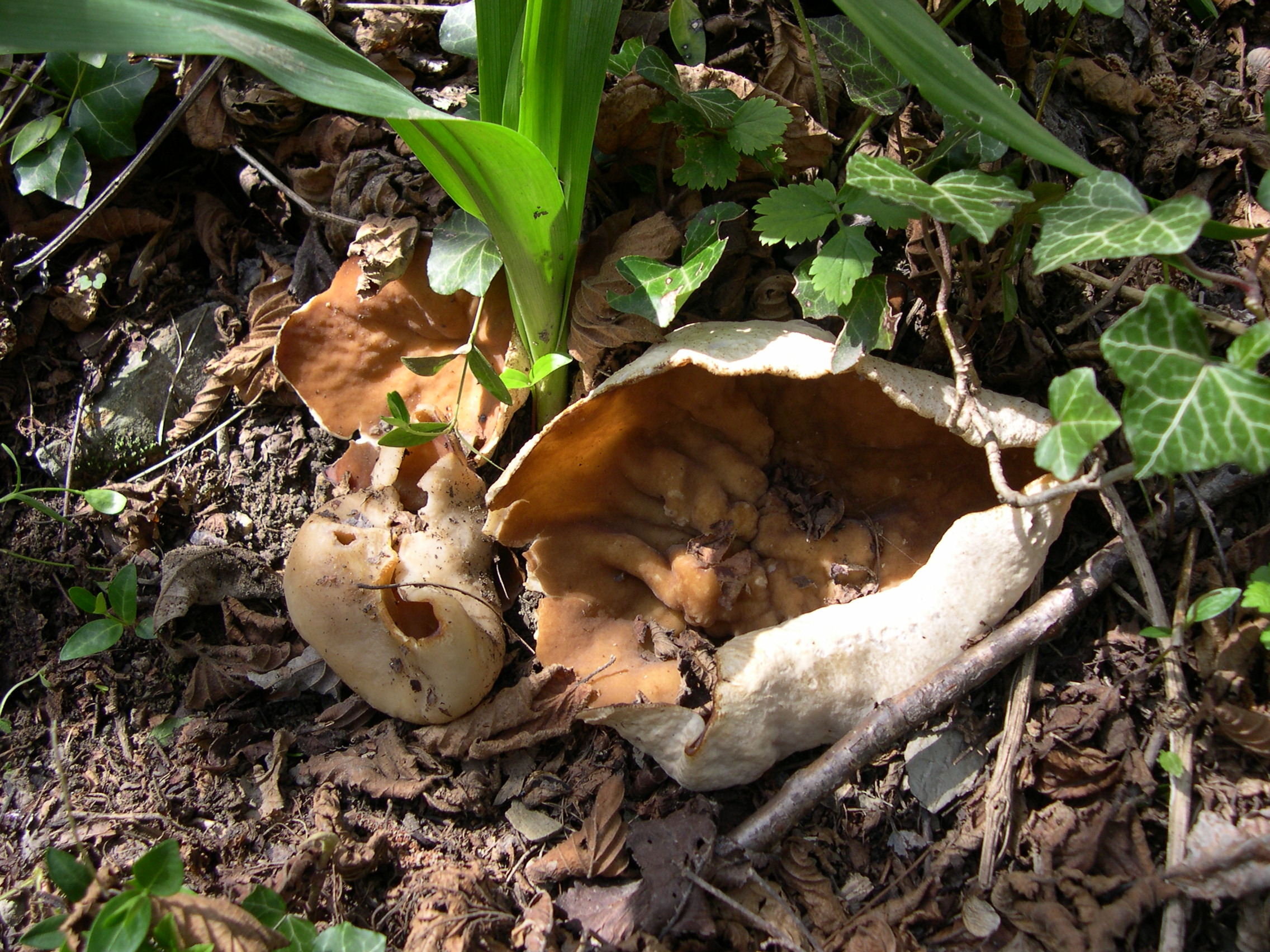
Terčovnice síťnatá (Disciotis venosa)